# Estação San Juan (Metrô de Lima)
A Estação San Juan é uma das estações do Metrô de Lima, situada em Lima, entre a Estação María Auxiliadora e a Estação Atocongo. Administrada pela GyM y Ferrovías S.A., faz parte da Linha 1.
Foi inaugurada em 11 de julho de 2011. Localiza-se no cruzamento da Avenida Los Héroes com a Avenida César Canevaro. Atende o distrito de San Juan de Miraflores.